# Deborah Wells
Deborah Wells (Budapest, 25 novembre 1968) è un'ex attrice pornografica ungherese, attiva dal 1989 al 2003.

## Biografia
Insieme ad Angelica Bella, è una delle prime e più famose pornostar ungheresi degli anni novanta. Debuttò nel mondo dell'erotismo all'età di vent'anni, posando nuda per l'edizione tedesca di Playboy, e nel porno qualche tempo più tardi, in un film prodotto da Teresa Orlowski.
Lavorò nell'ambiente dell'hard per sette mesi, fino a quando incontrò Christophe Clark, da poco trasferitosi a Budapest, e i due si innamorano. La coppia rimarrà insieme fino alla rottura del rapporto nel 1994. Nel frattempo, la Wells aveva trascorso un periodo negli Stati Uniti, lavorando in decine di film porno, ma rifiutando sempre categoricamente di girare scene che comprendessero certe pratiche sessuali, come la sodomia. Successivamente però, sul finire degli anni novanta, cederà alle pressioni del business, e girerà anche scene anal.
Sullo schermo interpretava spesso il ruolo della signora di classe, aristocratica, data la sua figura alta e snella. Si ritirò dal set una prima volta nel 1994 per poi ritornare sui suoi passi e ricominciare a girare nel 1998 sotto la regia di Silvio Bandinelli per alcuni film. Nominata per l'assegnazione di un Hot d'Or nel 1999, mise definitivamente fine alla sua carriera nel 2003.
Il suo film più noto resta La Venere blu dove interpretò un pastiche del ruolo appartenuto a Marlene Dietrich nella parodia porno de L'angelo azzurro.
Nel 1990, agli inizi della carriera, lavorò anche come ballerina, nel programma cult Colpo grosso, condotto allora da Umberto Smaila.

## Filmografia
- Feuchte Katzen, regia di Nils Molitor (1990)
- Puszta Teenies, regia di Nils Molitor (1991)
- Puszta-Pussies, regia di Nils Molitor (1991)
- Souris d'hôtel, regia di Michel Ricaud (1991)
- Sesso e soldi per Deborah Wells (1991)
- Vue sur maison close, regia di Michel Ricaud (1991)
- Momenti privati (Sarah Young's Private Moments Volume One), regia di Sarah Young (1991)
- Teeny Exzesse 14 - Die Spermabullen, regia di Harry S. Morgan (1991)
- Sandwich Party, regia di Gerard Hauser (1991)
- Pussy's Talking, regia di John Francis (1991)
- The Hardcore Ghost: The Return, regia di John Francis (1991)
- Photos Passions, regia di Michel Ricaud (1991)
- Passioni, regia di Mario Salieri (1991)
- Osmanische Sexsklavinnen, regia di Nils Molitor (1991)
- Napoli - Parigi, linea rovente 1, regia di Mario Salieri (1991)
- Napoli - Parigi, linea rovente 2, regia di Mario Salieri (1991)
- Opera terza, regia di Michele Setola (1991)
- Roma Connection, regia di Sascha Alexander & Mario Salieri (1991)
- Dream Girl, regia di John Francis (1991)
- Heat Wave: Anal Delights (1991)
- Buttman's European Vacation, regia di John Stagliano (1991)
- U elle aime, regia di Michel Ricaud (1992)
- The Girls of Sarah Young N. 1, regia di Sascha Alexander (1992))
- The Girls of Sarah Young N. 2, regia di Sascha Alexander (1992)
- Tianna's Hungarian Connection, regia di Patrick Collins (1992)
- Rêves de cuir, regia di Francis Leroi (1992)
- The Erotic Misadventures of Harry Johnson (1992)
- The Adventures of Misty McCaine 2, regia di Remington Steel (1992)
- Sogni d'estate a Riccione, regia di Nicky Ranieri (1992)
- Marianne on Tour, regia di Michel Ricaud (1992)
- Il condominio delle mogli infedeli, regia di Nicky Ranieri (1992)
- Inside Gabriela Dari, regia di Nicky Ranieri (1992)
- Heidi läßt sie alle jodeln, regia di Gunter Otto (1992)
- Hard Cut Volume Two, regia di Remington Steel (1992)
- Heidi, Teil 4: Mösleins-Bergwelt, regia di Gunter Otto (1992)
- Heidi, Teil 5: und die lustigen Spritzbuben der Berge, regia di Gunter Otto (1992)
- Tutta una vita, regia di Mario Salieri (1992)
- Arabika, regia di Mario Salieri (1992)
- Moon Goddesses 2, regia di Joe Gallo & Kenji (1993)
- Miss Nude International, regia di Stuart Canterbury (1993)
- Les femmes érotiques, regia di Andrew Blake (1993)
- Bend Over Backwards, regia di Joe Gallo & Kenji (1993)
- Délit de séduction, regia di Michel Ricaud (1993)
- Dick & Jane in Budapest, regia di Patrick Collins (1993)
- Eight Is Never Enough, regia di Frank Marino (1993)
- Colossal Orgy, regia di Buck Adams (1993)
- Club DV8, regia di Fred J. Lincoln (1993)
- Bitch, regia di Joe Gallo & Kenji (1993)
- Buttwoman Back in Budapest, regia di Patrick Collins (1993)
- Fingers (1993)
- Father of the Babe, regia di John T. Bone (1993)
- Club DV8 2, regia di Fred J. Lincoln & Patti Rhodes-Lincoln (1993)
- Head First, regia di Frank Marino (1993)
- Full Moon Bay, regia di Bud Lee (1993)
- Fucking Holidays, regia di Walter Molitor (1993)
- Virtual Sex, regia di Nick Orleans (1993)
- Gangbang Girl 11, regia di Biff Malibu (1993)
- Heidi Does Hollywood, regia di Fred J. Lincoln (1993)
- Tickled Pink, regia di Frank Marino (1993)
- WPINK-TV 4, regia di Fred J. Lincoln (1993)
- Video Virgins 5, regia di Scott Taylor (1993)
- WPINK-TV 5, regia di Fred J. Lincoln (1993)
- Indecent Offer, regia di John T. Bone (1993)
- Woman 2 Woman, regia di Hanaku (1993)
- Ice Woman, regia di Michael Zen (1993)
- Ice Woman 2, regia di Michael Zen (1993)
- Buttwoman Back in Budapest (1993)
- Horny Orgy (1993)
- Il frutto del peccato, regia di Christoph Clark (1993)
- Inside Deborah Wells, regia di Nicky Ranieri (1993)
- Mistero del convento, regia di Mario Salieri (1993)
- Hyapatia Obsessed, regia di Bud Lee (1993)
- Adolescenza perversa, regia di Mario Salieri (1993)
- L'ambasciatore, regia di Nicky Ranieri (1993)
- La casa, regia di Nicky Ranieri (1993)
- Steal This Heart, regia di Paul Thomas (1993)
- Steal This Heart 2, regia di Paul Thomas (1993)
- Anal Alice, regia di Ron Jeremy (1993)
- Sarajevo, regia di Nicky Ranieri (1993)
- Raunchy Remedy, regia di Nic Cramer (1993)
- Tails from the Zipper, regia di M. Stone (1993)
- Raincoat Fantasies, regia di Nic Cramer (1993)
- The Worst Porno Ever Made with the Best Sex, regia di Nic Cramer (1993)
- Babe Patrol (1993)
- The Butt Sisters, regia di C.C. Goode (1993)
- The Beverly Thrillbillies, regia di Frank Marino (1993)
- Sparxx, regia di Frank Marino (1993)
- Sindy Does Annal, regia di Fred J. Lincoln (1993)
- Rêves de cuir 2, regia di Francis Leroi (1993)
- Poison Ivory, regia di Frank Marino (1993)
- Picture Me Naked, regia di Frank Marino (1993)
- American Beauty, regia di Frank Marino (1993)
- La Venere blu (La Vénus bleue), regia di Michel Ricaud (1993)
- Alone, regia di Frank Marino (1993)
- Opera seconda, regia di Luca Brando & Selen (1993)
- Up and Cummers: The Movie, regia di Ed Powers (1994)
- L'albergo della paura, regia di Alex Martini (1994)
- Undressed to Thrill, regia di Paul Thomas (1994)
- Una Pornodiva con i tacchi a spillo, regia di Christoph Clark (1994)
- Surprise!!!, regia di Bud Lee (1994)
- Spin for Sex, regia di Bud Lee (1994)
- Sogni, regia di Joe Gagliano & Benny West (1994)
- Rosie: The Neighborhood Slut, regia di Kenji (1994)
- Pussyman 4: The Celebration, regia di David Christopher (1994)
- Private Request, regia di Inda Pink (1994)
- Private Affairs: Vol 8, regia di Sascha Alexander (1994)
- Pretty Girl, regia di Alessandro Perrella (1994)
- Opera quarta, regia di Nicky Ranieri (1994)
- Nurse Tails, regia di John Leslie (1994)
- Matrimonio di interesse, regia di Deborah Wells (1994)
- Le Avventure di Turpex 1: sesso alchemico, regia di Joe Gagliano (1994)
- Dracula, regia di Mario Salieri (1994)
- Puttane (Offertes à tout 4), regia di Marc Paris, Michel Ricaud & Sandrine Vincenot (1994)
- La veuve de Buda-Fesse, regia di Christoph Clark (1994)
- Kittens #5, regia di Stuart Canterbury (1994)
- Il testamento, regia di Benny West (1994)
- Howard Sperm's Private Parties, regia di Max Hardcore (1994)
- Les Visiteuses, regia di Alain Payet (1994)
- Foolproof, regia di Stuart Canterbury (1994)
- Fantasy Women, regia di Andrew Blake (1994)
- Facesitter 3, regia di Stuart Canterbury (1994)
- Erotic Rondò, regia di Alessandro Perrella (1994)
- Divina commedia, prima parte, regia di Nicky Ranieri (1994)
- La clinica della vergogna, regia di Mario Salieri (1994)
- Diritto d'autore, regia di Mario Salieri (1994)
- Cugine viziose (Hot Cousins), regia di Silvio Bandinelli (1994)
- Corpi venduti (1994)
- Colossal Orgy 2 (1994)
- Passione travolgente a Venezia, regia di Joe D'Amato (1995)
- Opera prima, regia di Selen & Michele Vespa (1995)
- Matrimony Intrigue (1995)
- La taverna dei mille peccati, regia di Riccardo Schicchi (1995)
- La porno dottoressa, regia di Christoph Clark (1995)
- La calda vita di Al Capone, regia di Antonio D'Agostino (1995)
- La bocca, regia di Andrea Lucci (1995)
- La bocca 2, regia di Andrea Lucci (1995)
- Le 120 giornate di Sodoma, regia di Joe D'Amato (1995)
- Gangbang Girl 16, regia di Biff Malibu (1995)
- Assassinio sul Danubio, regia di Max Bellocchio & Anita Rinaldi (1995)
- Angel's Vengeance, regia di Carolyn Monroe (1995)
- Anal Agent Kowalski, regia di Christoph Clark (1996)
- Heidi, Heida 2, regia di Gunter Otto (1996)
- Peccati di culo, regia di Giorgio Grand (1996)
- L'Ultima Vamp, regia di Alessandro Perrella (1996)
- Signore indecenti, regia di Alex Martini (1996)
- La moglie schiava, regia di Nicky Ranieri (1996)
- La cameriera, la modella, e la..., regia di Alessandro Perrella (1996)
- Amadeus Mozart, regia di Joe D'Amato (1996)
- In ogni posto, in ogni momento, regia di Alex Martini (1996)
- Creme De Femme: The Video Series, regia di Bonita (1996)
- Selen Video Magazine: Violenza paterna, regia di Selen & Michele Vespa (1996)
- Selen Video Magazine 2: Una moglie in vendita, regia di Luca Brando & Selen (1996)
- Selen Video Magazine 4, regia di Selen (1996)
- Angelica Bella's Basta Skjut (1996)
- Bad Habits, regia di John Leslie (1997)
- Prive di scrupoli, regia di Giancarlo Mancini (1997)
- Clip Italian Show 1, regia di Mario Steno (1997)
- The Art of Sex (1998)
- Mamma, regia di Silvio Bandinelli (1998)
- Nirvanal, regia di Silvio Bandinelli (1998)
- L'incesto, regia di Christoph Clark (1998) - non accreditata
- La Chienne du Danube, regia di Max Bellocchio (1998)
- Confessioni anali (1998)
- The Aphrodisiac, regia di Leopoldo de Medici (1999)
- Storie di ordinaria follia, regia di Silvio Bandinelli (1999)
- Scandalo (Il presidente) (Scandal), regia di Silvio Bandinelli (1999)
- Gli esami orali delle collegiali, regia di Riccardo Schicchi (2001)